# Elytrimitatrix guisayotea
Elytrimitatrix guisayotea är en skalbaggsart som beskrevs av Santos-silva och Hovore 2008. Elytrimitatrix guisayotea ingår i släktet Elytrimitatrix och familjen långhorningar.
Artens utbredningsområde är Honduras. Inga underarter finns listade i Catalogue of Life.